# 畢卡索的藍色時期
畢卡索的藍色時期（西班牙語：Periodo Azul），是畢卡索在1900年至1904年之間，本質上以單色（陰鬱的藍色與藍綠色）做畫的時期，只有極少數暖色作品例外。這些陰沉的畫作是畢卡索於西班牙獲得靈感、在巴黎完成的，儘管在畢卡索生前難以售出，現在卻是畢卡索十分著名的畫作。
藍色時期開始的時間點至今仍無法完全斷定：一說是在1901年春天的西班牙，另一說則是下半年在巴黎的時光。在藍色時期，畢卡索受到在西班牙的旅程以及摯友卡洛斯·卡薩吉瑪斯自殺的影響，作品採用苦澀的色調，有時並取用陰沉的題材，像是妓女、乞丐、酒鬼等。儘管畢卡索曾回憶道：「我在卡薩吉馬斯的死後學著以藍色做畫。」藝術史學家海琳·賽柯（Hélène Seckel）表示：「我們或許該保留這個心理學上的理由，但我們不應該忽略年代大事記：當卡薩吉馬斯在巴黎自殺時畢卡索並不在現場……當這戲劇性的事件顯現在畢卡索的死者肖像畫中時仍是秋天。」
1901年晚期，卡薩吉馬斯死後畢卡索畫了數幅他的肖像畫，1903年的畫作《生命》（La vida）達到了憂鬱的最高峰，現收藏於克里夫蘭藝術博物館。同樣的情緒並蔓延到了著名的畫作《儉樸的一餐》（La comida frugal，1904年），描繪著一對看不見的男人與看得見的女人，兩人皆身形消瘦，坐在一張老舊桌子前。畢卡索的藍色時期常使用「失明」這個題材，像是《盲人的晚餐》（La comida del ciego，1903年，收藏於大都會博物館）、《賽樂絲汀娜》（La Celestina，1903年）等都是藍色時期的代表。其他包括裸女、帶著孩子的女人等都是畢卡索在藍色時期常描繪的主題。
畢卡索在藍色時期最著名的畫作應屬《年老的盲人吉他演奏者》（El viejo guitarrista ciego，1903年）。其他主要的作品還有《索羅的肖像畫》（Retrato de un sastre Soler，1903年）、《二姐妹》（Las Dos hermanas，1904年）等。在藍色時期結束後，畢卡索開始了玫瑰時期。